# Хејзвил (Пенсилванија)
Хејзвил (енгл. Haysville) град је у америчкој савезној држави Пенсилванија.

## Демографија
По попису из 2010. године број становника је 70, што је 8 (-10,3%) становника мање него 2000. године.
| Група             | 2000.      | 2010.      |
| Белци             | 76 (97,4%) | 66 (94,3%) |
| Афроамериканци    | 0 (0,0%)   | 0 (0,0%)   |
| Азијати           | 0 (0,0%)   | 1 (1,4%)   |
| Хиспаноамериканци | 0 (0,0%)   | 2 (2,9%)   |
| Укупно            | 78         | 70         |